# 卡祖勒莱贝济耶
卡祖勒莱贝济耶（法語：Cazouls-lès-Béziers，法語發音：[kazul lɛ bezje]，意为“贝济耶附近的卡祖勒”）是法国埃罗省的一个市镇，属于贝济耶区。

## 地理
卡祖勒莱贝济耶（43°23'32"N, 3°6'5"E）面积38.46 平方千米，位于法国奧克西塔尼大區埃罗省，该省份为法国南部沿海省份，南濒地中海，西南接奥德省，西北接塔恩省和阿韦龙省，东北与加尔省接壤。
与卡祖勒莱贝济耶接壤的市镇（或旧市镇、城区）包括：卡兹达尔讷、奥尔布河畔塞斯农、马罗桑、莫雷扬、米尔维耶勒-莱贝济耶、皮塞吉耶、泰藏莱贝济耶。

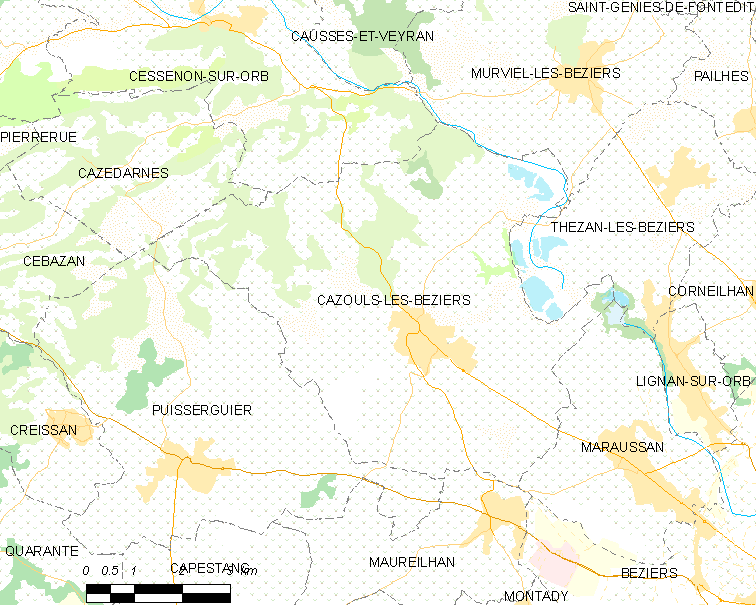
卡祖勒莱贝济耶的OSM定位图

卡祖勒莱贝济耶的时区为UTC+01:00、UTC+02:00（夏令时）。

## 行政
卡祖勒莱贝济耶的邮政编码为34370，INSEE市镇编码为34069。

## 政治
卡祖勒莱贝济耶所属的省级选区为卡祖勒莱贝济耶县。

## 人口

1962-2008年间卡祖勒莱贝济耶人口变化图示

卡祖勒莱贝济耶于2022年1月1日时的人口数量为5185人。